# Cirrimaxilla formosa
Cirrimaxilla formosa is een zoutwateraal en is de enige van het geslacht Cirrimaxilla uit de familie van de murenen (Muraenidae). Hij wordt gevonden bij Pingtung County, Taiwan. Het holotype, een vrouwtje, wordt ca. 166 millimeter lang.

## Referentie
- (en) Cirrimaxilla formosa. FishBase. Ed. Rainer Froese and Daniel Pauly. June 2006 version. N.p.: FishBase, 2006.